# Bay Springs
Bay Springs – miasto w Stanach Zjednoczonych, w stanie Missisipi, siedziba administracyjna hrabstwa Jasper.